# Ketjap
Ketjap är en indonesisk sojasås som har en ganska tjock konsistens. Den finns i en söt variant som heter ketjap manis ('söt soja'), som är den populäraste sojan i Indonesien och en salt variant som heter ketjap asin. Ketjap består av sojabönor, socker och kryddor. Ketjap spelar en viktig roll i all indonesisk matlagning och används bland annat till marinader, i grytor, såser, och som bordssås.
Ketjap har möjligen tillsammans med den kantonesiska fisksåsen khetsap gett namn åt den västerländska tomatketchupen.